# Станко Станков
Станко Вълкович Станков е български поборник – деец на борбите за национално освобождение, опълченец (1877 – 1878) и участник в Балканските войни от Македония.

## Биография
Роден е 1856 година в село Тълминци, Палански окръг (днес Крива паланка), тогава в Османската империя.  
Участва като доброволец в Сръбско-турската война (1876).
Постъпва в Българското опълчение и на 30 април 1877 година е зачислен в V дружина, IV рота. Уволнен е на 22 юни 1878 година.
След Освобождението остава в Свободна България, живее в село Празноглавци (днес Светля), Радомирско.
По време на Балканската война (1912 – 1913) и на Първата световна война служи в обоза на армията.
През 1923 година е обявен за почетен гражданин на Габрово заедно с останалите живи по това време опълченци, известни на габровци.
Умира на 8 януари 1934 година в село Светля.